# La vita segreta delle piante (programma televisivo)
La vita segreta delle piante (The Private Life of Plants) è una serie di documentari televisivi di argomento naturalistico della BBC scritta e presentata da David Attenborough, trasmessa per la prima volta nel Regno Unito dall'11 gennaio al 15 febbraio 1995.
La serie, che affronta i temi della crescita, del movimento, della riproduzione e della sopravvivenza delle piante, è la seconda delle monografie di Attenborough prodotte dopo la sua opera principale, la trilogia che ebbe inizio con La vita sulla Terra. Ognuno dei sei episodi di 50 minuti affronta un diverso aspetto del ciclo vitale delle piante, utilizzando esempi da ogni angolo del mondo.
La serie venne prodotta in collaborazione con la Turner Broadcasting, con produttore esecutivo Mike Salisbury e musiche composte da Richard Grassby-Lewis. Nel 1995 vinse un George Foster Peabody Award nella categoria «Televisione».
Parte della serie di programmi Life di Attenborough, è preceduta da Life in the Freezer (1993) e seguita da La vita degli uccelli (1998).

## Riprese
Nella serie vengono utilizzate numerosissime sequenze time-lapse al fine di illustrare concetti che sarebbe quasi impossibile mostrare altrimenti. Le piante vivono su una scala temporale diversa dalla nostra, e anche se la loro esistenza è molto complessa e spesso sorprendente, gran parte di essa è invisibile all'uomo a meno che gli eventi che avvengono nel giro di mesi o anni non vengano mostrati in pochi secondi. Come molti documentari naturalistici tradizionali, nella serie viene fatto poco uso dell'animazione digitale. Oltre alle piante, nella serie si parla anche dei funghi, sebbene, come si fa notare, essi non appartengano al regno vegetale.
I meccanismi dell'evoluzione vengono spiegati in modo trasparente illustrando i chiari vantaggi che le piante ricavano da alcuni loro comportamenti. Tali adattamenti sono spesso complessi, in quanto è chiaro che l'ambiente a cui le piante devono adattarsi non comprende solamente il suolo, l'acqua e il clima, ma anche altre piante, funghi, insetti e altri animali, e perfino esseri umani. Particolare importanza viene data ai rapporti tra animali e vegetali, sia per quanto riguarda i meccanismi di difesa che le piante mettono in atto per non essere mangiate, che per le strategie cooperative che talvolta vedono legati insieme rappresentanti del regno vegetale e animale. Nonostante questo, gli esseri umani possono aggirare tutte queste regole della natura, e di conseguenza Attenborough conclude lanciando un appello per la conservazione delle piante, nell'interesse anche della nostra sopravvivenza.
Nel documentario Life on Air del 2002, Keith Scholey, a capo della BBC Natural History Unit, racconta che lui e la sua squadra avevano in mente di produrre una serie di ecologia in cui si parlasse delle piante, e scoprì che anche Attenborough stava avendo la stessa idea:
Nello stesso programma, Attenborough confessa anche di aver concepito la serie in parte per realizzare un'ambizione a lungo accarezzata: visitare il monte Roraima, mostrato nell'ultimo episodio.
Attenborough sapeva che l'argomento in questione non era mai stato approfondito prima in televisione, e nella sua autobiografia, Life on Air, racconta di come gli venne l'idea della fotografia time-lapse per illustrarlo:
La fotografia time-lapse in esterni presenta una serie di sfide uniche: in particolare la luce e le temperature variabili possono causare molti problemi. Per filmare delle campanule all'ombra delle chiome di alberi di faggio, per esempio, il cameraman Richard Kirby le copriva con una spessa tenda di telo che veniva illuminata dall'interno per simulare la luce del giorno. Quindi utilizzava una telecamera con controllo del movimento per ottenere delle immagini in serie, muovendola leggermente dopo ogni esposizione.

## Episodi
(Discorso di apertura di David Attenborough)

### 1. «Il viaggio» (Travelling)

I semi del tarassaco vengono dispersi dal vento.

Trasmesso l'11 gennaio 1995, il primo episodio illustra come le piante sono in grado di muoversi. Il rovo lo fa in maniera aggressiva: avanza con forza da una parte all'altra e, una volta insediatosi in un luogo, c'è ben poco che possa ostacolarlo. Più veloci sono i movimenti dell'Oenothera deltoides, che abita sulle dune di sabbia californiane. Quando la sua posizione rimane esposta, si sposta a grande velocità verso un altro punto con l'aiuto del vento - lo stesso sistema utilizzato da molte specie vegetali per disperdere i loro semi. Anche se non sono delle piante, le spore dei funghi si diffondono in un modo simile. Uno dei fiori meglio costruiti per sfruttare il vento (nonché uno di quelli dalla struttura più complicata) è il tarassaco, i cui semi viaggiano con l'aiuto di appositi «paracadute». Questi sono necessari per spostarsi a chilometri di distanza dai genitori, in quanto in un così denso affollamento di piante non c'è posto per la prossima generazione. Gli alberi hanno il vantaggio dell'altezza per poter mandare i loro semi più lontano, e il pioppo americano è uno specialista a tal riguardo. L'umidità della foresta pluviale tropicale rende gli spostamenti più problematici, quindi i semi di una specie di liana, l'Alsomitra macrocarpa, sono veri e propri «alianti» aerodinamici. Altri semi, come quelli del sicomoro, assumono la forma di «elicotteri», mentre altre piante, come il cocomero asinino, rilasciano i loro semi «esplodendo». Anche l'acqua è un mezzo di trasporto ampiamente utilizzato. Il fagiolo marino tropicale Entada gigas possiede uno dei frutti più grandi del mondo vegetale e disperde i suoi semi affidandosi ai corsi d'acqua. Tuttavia, la maggior parte delle piante usa corrieri viventi, siano essi cani, esseri umani e altri primati, formiche o uccelli, ecc., e a tal queste specie usano il colore e l'odore per indicare quando i loro frutti sono maturi e pronti per essere raccolti mentre altre, invece, preferiscono aspettare che un incendio naturale elimini la concorrenza, prima di rilasciare i semi.

### 2. «Crescere» (Growing)

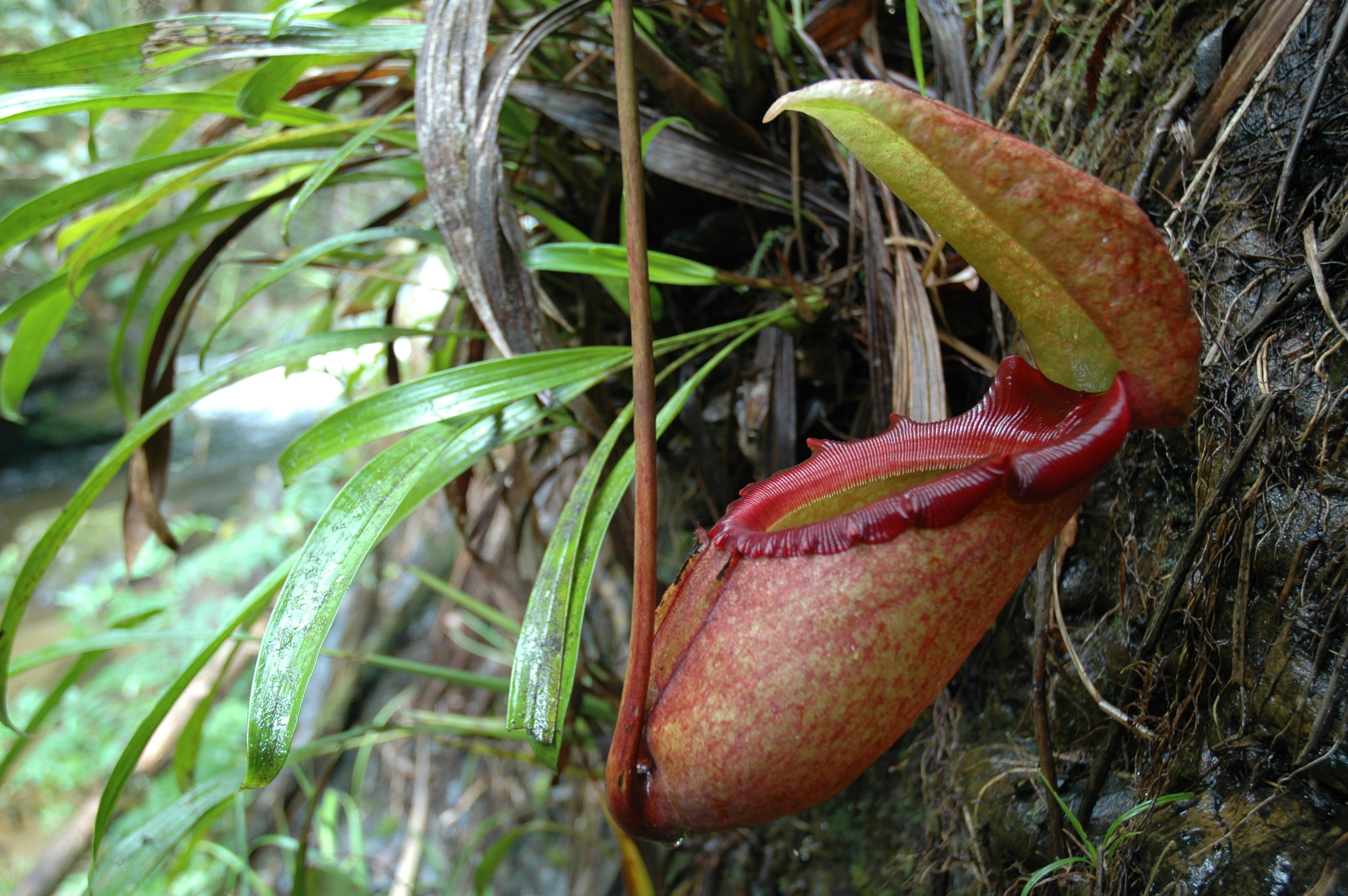
La trappola di una N. rajah.

Trasmesso il 18 gennaio 1995, questo episodio ha come argomento il modo in cui le piante ottengono il loro sostentamento. La luce solare è uno dei requisiti essenziali affinché un seme possa germogliare, e Attenborough introduce la Monstera deliciosa come un esempio di pianta i cui giovani germogli si dirigono verso il tronco più vicino per poi arrampicarsi fino alla sommità della volta della foresta, sviluppando le foglie lungo il percorso. Utilizzando luce solare, aria, acqua e pochi minerali, le foglie sono, in effetti, «fabbriche» che producono cibo. Tuttavia alcune piante, come la begonia, possono prosperare senza molta luce. Per ricavare umidità, le piante usano in genere le loro radici per sondare il sottosuolo. Gli alberi pompano acqua all'interno dei canalicoli che corrono all'interno dei loro tronchi, e Attenborough osserva che un sicomoro può farlo al ritmo di 450 litri all'ora - in totale silenzio. Troppe piogge possono intasare gli stomi di una foglia, e molte foglie sono dotate di «grondaie» appositamente progettate per impedirlo. Tuttavia, la minaccia principale per le foglie deriva dagli animali, e alcune piante sviluppano dei metodi di difesa estremi, come spine, camuffamento o veleno. Alcune possono muoversi rapidamente per scoraggiare i predatori: la mimosa può piegare le foglie all'istante quando viene toccata, e la venere acchiappamosche cattura gli insetti chiudendo le foglie attorno alla preda quando il meccanismo di chiusura viene innescato. Un'altra pianta carnivora è la Sarracenia, che intrappola gli insetti quando cadono nelle sue foglie tubolari. Attenborough visita il Borneo per vedere la pianta carnivora più grande di tutte, la Nepenthes rajah, dotata di trappole che possono contenere fino a due litri d'acqua e nota per uccidere anche piccoli roditori.

### 3. «La fioritura» (Flowering)
Trasmessa il 25 gennaio 1995, questa puntata è dedicata ai modi in cui le piante si riproducono. Il polline e uno stigma sono i due componenti necessari per la fecondazione. La maggior parte delle piante possiede fiori dotati sia di polline che di stigmi e fa affidamento sugli animali per trasportare il polline sullo stigma di un'altra pianta. Per fare questo, attirano i loro corrieri con colori, profumo e nettare. Non sono soltanto gli uccelli ad aiutare le piante nell'impollinazione: anche alcuni mammiferi e rettili lo fanno. Tuttavia, sono soprattutto gli insetti ad essere reclutati per svolgere questo compito. Per garantire che il polline non venga sprecato nel caso venga trasportato sul fiore sbagliato, alcune specie di piante hanno sviluppato relazioni esclusive con i loro visitatori, come la genziana con le api legnaiole. Poiché la produzione di polline può essere particolarmente costosa in termini di calorie, alcune piante, come le orchidee, lo razionano per mezzo di pollinii e di piattaforme di atterraggio per gli insetti posizionate in punti strategici. Altre orchidee non offrono alcuna ricompensa per l'impollinazione, ma ingannano invece i loro ospiti imitando il loro aspetto e i loro odori, spingendo così i maschi ad «accoppiarsi» con loro (pseudocopulazione). Il metodo di fecondazione più estremo è quello della reclusione: una delle piante ad utilizzarlo è il gigaro mangiamosche, che si trova spesso vicino alle colonie di gabbiani e imita l'aspetto e l'odore della carne in putrefazione. I mosconi della carne sono attratti da esso e vengono costretti a rimanere all'interno della pianta durante la notte prima di poter nuovamente uscire la mattina seguente, carichi di polline. Infine, Attenborough introduce la più grande infiorescenza del mondo: quella dell'aro titano.

### 4. «Lotta tra le piante» (The Social Struggle)

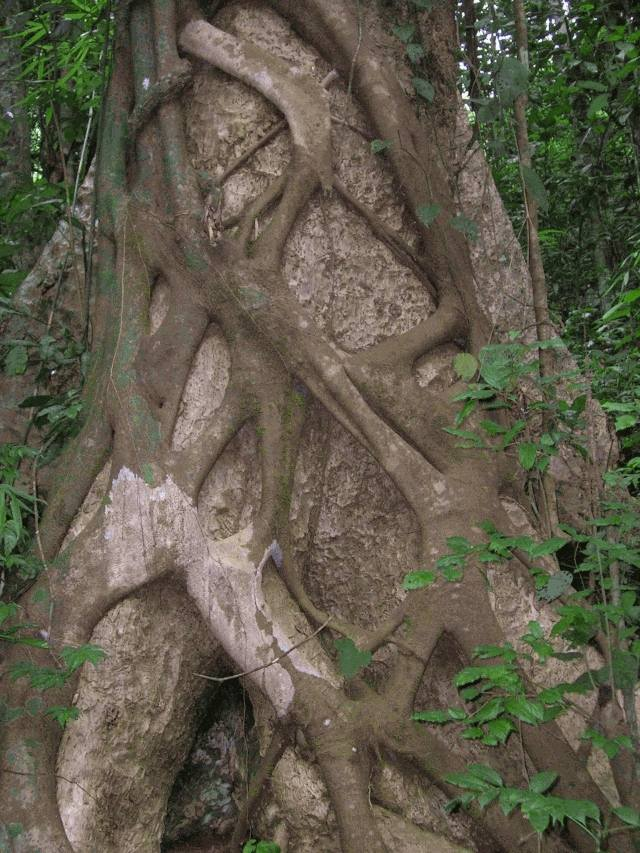
Il fico strangolatore si arrampica sui tronchi dagli altri alberi.

Trasmesso il 1º febbraio 1995, questo episodio esamina come le piante condividano armoniosamente tra loro gli stessi ambienti oppure competano per il predominio. Attenborough racconta la situazione andatasi creando in seguito alla grande tempesta che colpì la Gran Bretagna nel 1987. Nonostante le devastazioni, per alcune specie che erano rimaste latenti molti anni quella fu un'occasione da non perdere. Lo spazio lasciato vuoto dagli alberi sradicati venne presto riempito da altre piante che si muovono piuttosto rapidamente in cerca della luce. La quercia è una delle piante più robuste e longeve, e altre piante più piccole nelle vicinanze devono fiorire prima che arrivi la primavera e la luce soprastante venga oscurata dalle sue foglie. Le foreste tropicali sono verdi tutto l'anno, quindi per raggiungere la sommità della volta una pianta rampicante deve usare la forza bruta: il rattan possiede uno degli steli più lunghi del mondo vegetale. Come il suo nome suggerisce, il fico strangolatore «soffoca» la pianta ospite crescendo attorno ad essa e privandola dell'acqua e della luce necessarie. Alcune specie possono approfittare di un albero caduto mettendo le radici sul suo tronco, ormai orizzontale, e ricavando nutrimento dal muschio circostante e dai funghi che crescono sulla corteccia morta. Il frassino di montagna (Eucalyptus regnans) cresce fino a raggiungere un'altezza così grande che la sua rigenerazione diventa un problema non trascurabile. La pianta è facilmente infiammabile, quindi la soluzione da essa adottata è quella di rilasciare i semi durante un incendio boschivo e sacrificarsi. Per sopravvivere, questa specie fa di conseguenza affidamento sulla periodica quasi distruzione dell'ambiente in cui vive. Attenborough spiega che catastrofi come il fuoco e la siccità, anche se in un primo momento danneggiano la vita selvatica, consentono infine ad habitat ormai vuoti di rinascere.

### 5. «Vivere insieme» (Living Together)
Trasmessa l'8 febbraio 1995, la quinta puntata esplora le alleanze che si formano tra il regno animale e quello vegetale. Attenborough si immerge nella Grande Barriera Corallina australiana e mostra le differenze nell'alimentazione dei coralli, che di notte si nutrono di creature microscopiche mentre di giorno ricavano nutrimento dalle alghe. Alcune acacie sono protette dalle formiche, che difenderanno il loro rifugio da qualsiasi predatore. Oltre all'alloggio, le guardiane vengono premiate con nettare e, in alcune specie, proteine per le loro larve. I funghi si nutrono di piante, ma possono anche fornire nutrimento essenziale ai giovani alberelli (micorrize). L'associazione non viene mai interrotta durante la vita di un albero e un quarto degli zuccheri e degli amidi prodotti nelle sue foglie viene convogliato verso i partner fungini. I funghi che si nutrono di legno morto, invece, eliminano la parte legnosa centrale dei vecchi alberi, apportando loro dei vantaggi. Le orchidee beneficiano di associazioni simili. I licheni sono il prodotto di una relazione tra un fungo ed un organismo fotosintetico, generalmente un'alga. Crescono molto lentamente, e un cimitero è il luogo perfetto per scoprire la loro esatta longevità. Il vischio è un emiparassita che ricava i liquidi di cui necessita da un albero ospite, mentre usa le sue proprie foglie per produrre cibo. I suoi semi vengono depositati su un altro albero dall'uccello del vischio, a seguito della digestione del frutto. Anche la cuscuta è una pianta parassita, che in genere predilige le ortiche, e sugge il nutrimento attraverso periodici «prelievi» dallo stelo della pianta ospite. La rafflesia non ha né stelo né foglie ed emerge dal suo ospite solamente per fiorire - e produrre il fiore singolo più grande: fino a un metro di diametro.

### 6. «Sopravvivere» (Surviving)

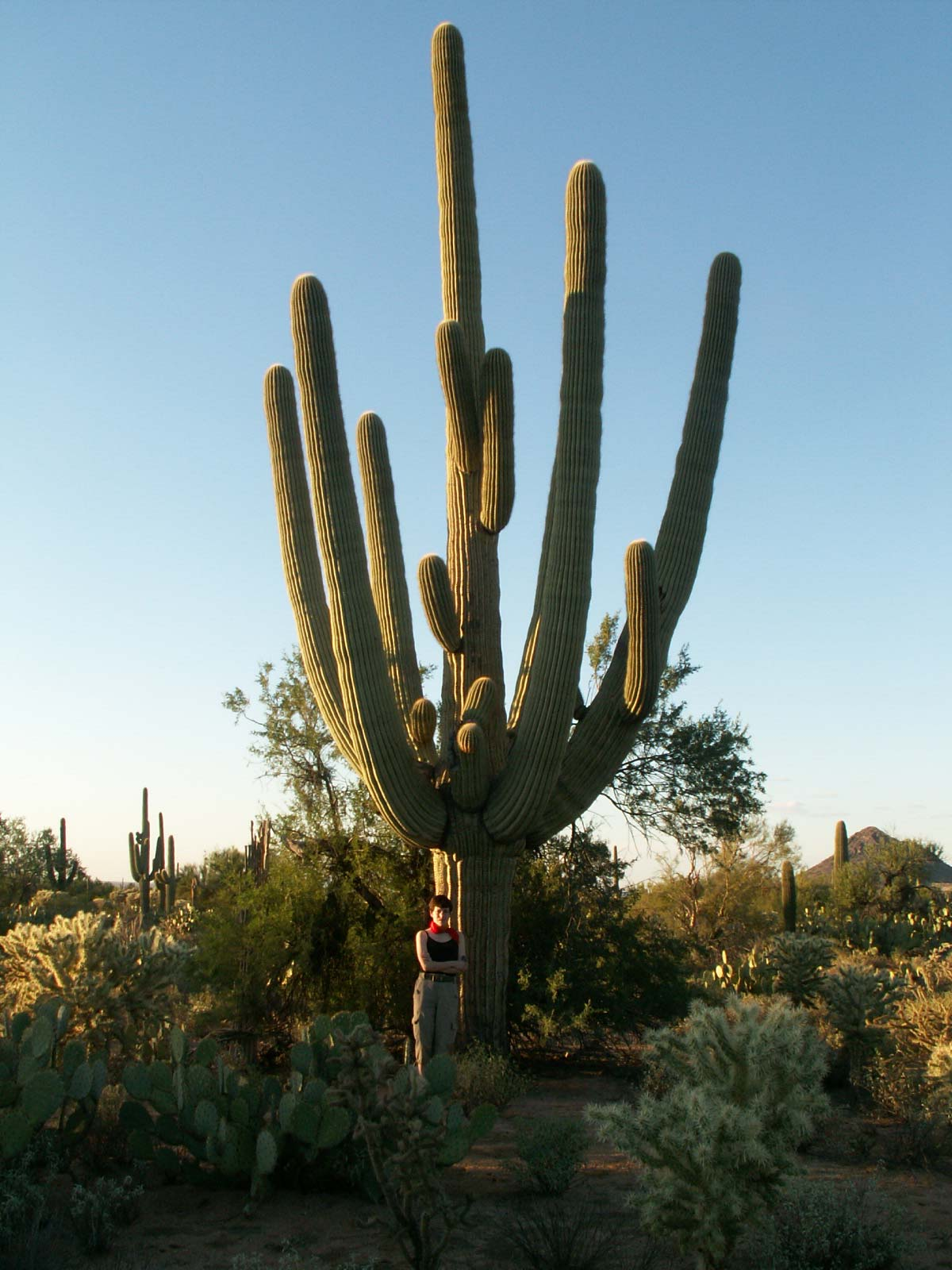
Un cactus saguaro in Arizona.

Trasmesso il 15 febbraio 1995, l'ultimo episodio esamina le piante che vivono in ambienti ostili. Attenborough visita l'isola di Ellesmere, a nord del circolo polare artico, per dimostrare che la vita si può trovare anche in luoghi che a prima vista riterremmo incompatibili con essa. Alghe e licheni crescono all'interno delle rocce o sulla loro superficie, e durante l'estate, quando i ghiacci si sciolgono, fanno la loro comparsa i fiori. Tuttavia, essi devono rimanere vicino al terreno per restare alla larga dai venti gelidi. Sulle montagne della Tasmania, le piante conservano il calore crescendo in «cuscini» che funzionano come pannelli solari, costituiti anche da un milione di singoli germogli raggruppati insieme. Altre, come la lobelia del monte Kenya, hanno le foglie ricoperte da una «pelliccia» di folti peli. Il cactus saguaro del deserto di Sonora riesce a prosperare grazie alla sua capacità di trattenere grandi quantità d'acqua, che non può andare persa attraverso le foglie, dato che ne è privo. Molte piante del deserto traggono vantaggio da un ciclo vitale rapido, fiorendo rapidamente entro poche settimane dalle piogge. Al contrario, il monte Roraima è uno dei luoghi più umidi sulla Terra. È un enorme altopiano di arenaria dai cui fianchi scendono alte cascate, e i nutrienti vengono continuamente lavati via: di conseguenza le piante devono adattare la loro dieta a questo ambiente se vogliono sopravvivere. Le immagini mostrano una Utricularia che invade una bromeliacea. Le piante che vivono nei laghi hanno altri problemi da affrontare: quelle che si sviluppano sulla superficie possono anche proliferare, così come dimostra in maniera eccellente la ninfea dell'Amazzonia. Attenborough conclude la serie con un appello per la conservazione delle specie vegetali.
(David Attenborough, in chiusura)

## DVD e libro
La serie è disponibile in Regno Unito per le regioni 2 e 4 in un cofanetto di due DVD (BBCDVD1235, pubblicato il 1º settembre 2003), facente parte della serie The Life Collection. Ogni episodio include filmati aggiuntivi, accessibili separatamente. I contenuti extra includono un'intervista promozionale sulla serie rilasciata da David Attenborough nel programma per bambini della BBC Blue Peter e una scenetta «dietro le quinte».
Il libro di accompagnamento, The Private Life of Plants di David Attenborough (ISBN 0-563-37023-8), è stato pubblicato dalla BBC Books l'8 dicembre 1994. La vita segreta delle piante. Storia naturale del comportamento dei vegetali., 1995, trad. Elena Accati Garibaldi, Edizioni Piemme, Casale Monferrato, ISBN 88 384 2366 0